# Henk Sneevliet
Hendricus Josephus Franciscus Marie (Henk) Sneevliet, conocido como Henk Sneevliet o por el pseudónimo Maring (1883 - 1942), fue un comunista neerlandés. Estuvo activo tanto en los Países Bajos como en las Indias Orientales Neerlandesas. Como funcionario de la Internacional Comunista, Sneevliet guio la formación del Partido Comunista de China en 1921. En su país natal, fundó y presidió el Partido Socialista Revolucionario (RSP/RSAP), y ocupó el único escaño del partido en la Cámara de Representantes. Participó en la resistencia comunista contra la ocupación nazi de los Países Bajos durante la Segunda Guerra Mundial, por lo que fue ejecutado por los alemanes en abril de 1942.

## Biografía

### Primeros años
Hendricus «Henk» Sneevliet nació el 13 de mayo de 1883 en Róterdam (Países Bajos) y se crio en Bolduque. Sus padres eran Anthonie Sneevliet, un fabricante de cigarros, y Henrica J.W. van Macklenbergh.
Tras concluir sus estudios en 1900, Sneevliet se trasladó a Zutphen y trabajó para los ferrocarriles neerlandeses. En 1902, se afilió al Partido Socialdemócrata de los Trabajadores (SDAP) y al sindicato de trabajadores de ferrocarriles y tranvías. A partir de 1906, Sneevliet militó en el SDAP en Zwolle, y, tras las elecciones municipales de 1907, pasó a ser el primer concejal socialdemócrata de la ciudad.
Sneevliet estuvo muy activo en el sindicato y fue elegido miembro del comité ejecutivo en 1906. En 1909, fue nombrado vicepresidente del sindicato y editor jefe de su periódico. Llegó a la presidencia del sindicato en 1911.
Socialista y sindicalista comprometido, apoyó una huelga internacional de marineros convocada en 1911 y se quedó contrariado ante la falta de apoyo a la misma por parte de su partido y de su sindicato. En consecuencia, dimitió de las dos organizaciones y se afilió en su lugar al Partido Socialdemócrata de los Países Bajos, de ideas más radicales, y empezó a escribir para la publicación marxista De Nieuwe Tijd («El Nuevo Tiempo»). Finalmente, dejó los Países Bajos por las Indias Orientales Neerlandesas.

### Indias Orientales Neerlandesas
Sneevliet vivió en las Indias Orientales Neerlandesas (correspondientes grosso modo a la actual Indonesia) entre 1913 y 1918, implicándose rápidamente en la lucha contra el mandato colonial neerlandés. En 1914, cofundó la Asociación Socialdemócrata de las Indias (ISDV), en la que militarían tanto indonesios como neerlandeses.
También volvió a la militancia sindical. Se afilió al Vereeniging van Spoor- en Tramwegpersoneel, un sindicato de trabajadores ferroviarios con la particularidad de contar con trabajadores tanto indonesios como neerlandeses entre sus afiliados. Gracias a su experiencia sindicalista, pronto viró al sindicato hacia posiciones más combativas y con una mayoría de miembros indonesios. Este sindicato posteriormente formó los cimientos para el movimiento comunista indonesio.
La ISDV, de ideología claramente anticapitalista y contraria al régimen colonial neerlandés y a las élites privilegiadas indonesias, acabó topándose con una gran resistencia contra sí y contra el propio Sneevliet por parte de sectores conservadores, pero también del SDAP. Así, Sneevliet abandonó el SDAP y se unió a su escisión, el Partido Socialdemócrata (SDP), a su vez predecesor del Partido Comunista de los Países Bajos (CPN).
Tras la Revolución rusa de 1917, el radicalismo de Sneevliet obtuvo numerosos apoyos entre la población indonesia, así como entre los soldados y especialmente los marineros neerlandeses. Inquietas, las autoridades coloniales forzaron a Sneevliet a abandonar las Indias. Asimismo, reprimieron a la ISDV.

### Funcionario del Komintern
De vuelta a los Países Bajos, Sneevliet se implicó en el naciente movimiento comunista. Se consagró al trabajo sindical en el Secretariado Nacional del Trabajo (NAS) y contribuyó a organizar una huelga de transportes en 1920.
El mismo año, asistió al II Congreso de la Internacional Comunista en Moscú, en calidad de representante del Partido Comunista de Indonesia (PKI), creado como sucesor de la ISDV de Sneevliet. Bajo el pseudónimo Maring, Sneevliet fue elegido miembro del Comité Ejecutivo de la Internacional Comunista.
V.I. Lenin quedó suficientemente impactado por Sneevliet como para enviarlo como representante del Komintern a China, para contribuir a la formación del Partido Comunista de China. Sneevliet vivió en China entre 1921 y 1923 y asistió al congreso fundacional del Partido Comunista de China en julio de 1921. Además de Maring, Sneevliet empleó los pseudónimos Martin, Philips y Sentot durante este periodo.
Sneevliet era partidario de cooperar con el Kuomintang de Sun Yat-sen, con quien había tenido contacto directo en nombre del Komintern.
A comienzos de 1924, Sneevliet regresó a Moscú, al haber terminado su periodo como representante del Komintern en China.

### Regreso a los Países Bajos
Sneevliet regresó de Moscú a los Países Bajos en 1924 para ocupar el cargo de secretario del NAS. Se unió al comité ejecutivo del Partido Comunista en 1925, pero este periodo estuvo marcado por el deterioro de las relaciones entre Sneevliet y sus correligionarios y la mayoría de la cúpula del CPN. El desenlace llegó en 1927, cuando Sneevliet rompió toda relación con el CPN y el Komintern.
En 1929, Sneevliet creó un nuevo partido político, el Partido Socialista Revolucionario (RSP). Esta organización se centró en asuntos nacionales y alcanzó cierto éxito en la organización del movimiento de los desempleados, la convocatoria de acciones de huelga y la lucha contra el ascenso del fascismo.
Siguió interesado en los asuntos políticos y sociales de Indonesia, y en 1933 fue sentenciado a cinco meses de prisión por mostrar su solidaridad con los marinos que participaron en el motín del HNLMS De Zeven Provinciën, que fue sofocado por un bombardeo aéreo en el que murieron 23 marinos y que, por aquella época, despertó pasiones en la opinión pública neerlandesa. El mismo año, aún en prisión, Sneevliet fue elegido miembro de la Cámara de Representantes. Permaneció en el cargo hasta 1937.
En agosto de 1933, el RSP firmó la «Declaración de los Cuatro» junto con la Liga Comunista Internacional de León Trotski, el OSP y el Partido de los Trabajadores Socialistas de Alemania. Esta declaración fue planteada como un paso hacia una nueva Cuarta Internacional de partidos socialistas revolucionarios.
En Ámsterdam, Sneevliet (llamado «Henricus» o «Henryk Sneevliet») estuvo en el círculo de Ignace Reiss, en el que también estaban Henriette Roland-Holst, Hildo Krop, la princesa Juliana, «Professor Carvalho» (Ricardo Carvalho Calero) y «H. C. Pieck» (Henri Pieck). Reiss tenía un billete de tren para visitar a Sneevliet, pero fue asesinado en Lausana (Suiza) en 1937.
En 1938, Sneevliet y el RSP rechazaron unirse a esta nueva organización internacional y rompieron por tanto con el movimiento trotskista. En su lugar, el RSP formó parte del Comité Internacional de Unidad Socialista Revolucionaria junto con el Partido Laborista Independiente británico y el Partido Obrero de Unificación Marxista (POUM) español.

### Últimos años
El deterioro del clima político tanto en el extranjero como en los Países Bajos, junto con la lucha constante contra los partidos comunistas y socialdemócratas y las interferencias de las autoridades afectaron en gran medida a Sneevliet y su pequeña organización. Cuando estalló la guerra, el 10 de mayo de 1940, Sneevliet inmediatamente disolvió el RSAP.
Meses después, fundó junto con Willem Dolleman y Abraham Menist un grupo de resistencia contra la ocupación alemana, el Frente Marx-Lenin-Luxemburgo (MLL-Front). El frente se implicó en gran parte en la producción de propaganda a favor del socialismo y en contra de la ocupación nazi, y tuvo un papel relevante en la huelga de febrero de 1941.

## Ejecución por los nazis
Como comunista de renombre, Sneevliet tuvo que esconderse incluso antes de empezar a participar en la resistencia. En la clandestinidad, publicó un periódico llamado Spartakus y participó en otras actividades. Consiguió mantenerse fuera del alcance de la policía nazi durante dos años, pero, en abril de 1942, lo arrestaron junto con el resto de la cúpula del MLL-Front. Su ejecución tuvo lugar en el campo de concentración de Amersfoort el 12 de abril de 1942. Afrontaron la muerte cantando La Internacional.